# Baetis sabahensis
Baetis sabahensis is een haft uit de familie Baetidae. De wetenschappelijke naam van de soort is voor het eerst geldig gepubliceerd in 1984 door Müller-Liebenau.
De soort komt voor in het Oriëntaals gebied.